# Нетяжино
Нетяжино (до 2009 — Нетяжине) — село в Україні, у Прилуцькому районі Чернігівської області. Населення становить 159 осіб. Входить до складу Сухополов'янської сільської громади. Розташоване за 25 км від райцентру і залізничної станції Прилуки.

## Історія
У 1862 році на хуторі володарському  Васильєвський (Нетяжин) був завод та 45 дворів, де жило 199 осіб.
Найдавніше знаходження на мапах за 1869 рік як Васильєвський (Нетяжин). Ймовірно присутній на мапі Шуберта 1832 року як хутір Маркевича, 1 км. західніше х.Тарновской.
У 1911 році на хуторі Нетяжин була церковно-парафіївська школа та жило 527 осіб.
Радянську владу встановлено в січні 1918 року. 
У 1957 році в селі встановили пам'ятний знак на братській могилі червоноармійців, які полягли 1941 року в боях проти гітлерівців. 
Поблизу Нетяжиного є кургани (2—1 тис. до н. е.).
Станом на 1988 рік у селі — центральна садиба колгоспу «Авангард» (спеціалізація — м'ясо-молочне тваринництво), відділення зв'язку, 8-річна школа, фельдшерсько-акушерський пункт, будинок культури на 250 місць, бібліотека (7,5 тис. одиниць зберігання). 
До 2019 року орган місцевого самоврядування — Нетяжинська сільська рада, якій були підпорядковані села Нова Тарнавщина й Покрівка.

## Населення

### Мова
Розподіл населення за рідною мовою за даними перепису 2001 року:
| Мова       | Кількість | Відсоток |
| ---------- | --------- | -------- |
| українська | 159       | 100%     |